# Grand Canal (Irland)
Grand Canal (irsk: An Chanáil Mhór) er den sydligste af de to kanal, er der forbinder Dublin i det østlige Irland med floden Shannon i vest via Tullamore og et antal landsbyer og byer, omslutter de to kanaler næsten hele Dublins bykerne. Søsterkanalen i Northside af Dublin er Royal Canal.
Kanalen er 132 km lang, og der er 43 sluser undervejs. Etableringen af kanalen startede i 1756, og den var færdig i 1804. Den sidste fragtpram med last sejlede på kanalen i 1960.